# Sophie de Thrace
Pour les articles homonymes, voir Sainte Sophie.
Sophie de Thrace est une sainte et martyre orthodoxe.

## Légende et biographie
Elle naquit à Aenus, dans le Rhodope, sur le bord de la Mer Égée. Mère de six enfants occupée par les soucis de ce monde et les responsabilités, elle appliquait toujours les commandements de Dieu et menait une vie vertueuse. À la suite de la mort de ses enfants, elle devint une mère pour les orphelins et aida les veuves. Elle vendit sa propriété et donna l'argent aux pauvres. Elle mena une vie austère, mangeant pain et eau. Les Psaumes du roi et prophète David étaient toujours sur ses lèvres et, selon la légende, les larmes coulaient sans cesse de ses yeux. Elle préférait manquer du nécessaire pour vivre plutôt que de laisser un pauvre quitter sa maison les mains vides.
Pour son humilité et son amour des pauvres, elle aurait bénéficié du miracle suivant. Dans sa maison, il y avait une barrique de vin qu'elle réservait pour les pauvres. Elle remarqua que peu importe la quantité qu'elle en soutirait, la barrique restait pleine. Cependant, aussitôt qu'elle s'en ouvrit à quelqu'un à propos de ce miracle, louant Dieu, la barrique se vida. Sainte Sophie fut effondrée, croyant que le vin s'était épuisé à cause de son indignité. Dès lors, elle accrut ses efforts d'austérité jusqu'à ce que sa santé en souffre. Sentant que la fin de sa vie était proche, elle reçut la tonsure monastique. Sainte Sophia décéda à l'âge de 53 ans.
Sainte Sophie de Thrace est commémorée le 4 juin.